# Пурпура
Пурпу́ра (англ. purpura) — висип у вигляді численних дрібнокрапкових капілярних крововиливів у шкіру, під шкіру або в слизові оболонки.

## Класифікація
Крововиливи можуть бути:
- точкові / крапкові (петехії)
- дрібнокрапкові (екхімози)
- полосовидні (вібіцес)
- синці

Найчастіше виникають множинні екхімози і петехії діаметром до 1 сантиметра.

## Етіологія
Зазвичай ці елементи висипу з'являються на нижніх кінцівках. Спочатку висип має червоне або бордове забарвлення, з часом змінюється на фіолетове і коричневе. На 7-10 день стає жовтого і зеленого кольору.